# Adhemarius gannascus
Adhemarius gannascus, popularmente conhecida como mariposa-esfinge, é uma espécie de artrópode lepidóptero, mais especificamente de mariposa, pertencente à família dos esfingídeos (Sphingidae). É endêmica da América do Norte, América Central, América do Sul e Caribe. Duas subespécies são atualmente reconhecidas.

## Taxonomia
Adhemarius gannascus foi descrito por Caspar Stoll em 1790, que o incluiu no gênero Sphinx. A espécie foi transferida ao gênero Adhemarius por José Oiticica Filho em 1939. Atualmente são reconhecidas duas subespécies:
- Adhemarius gannascus cubanus (Rothschild & Jordan, 1908)
- Adhemarius gannascus jamaicensis (Rothschild & Jordan, 1915)

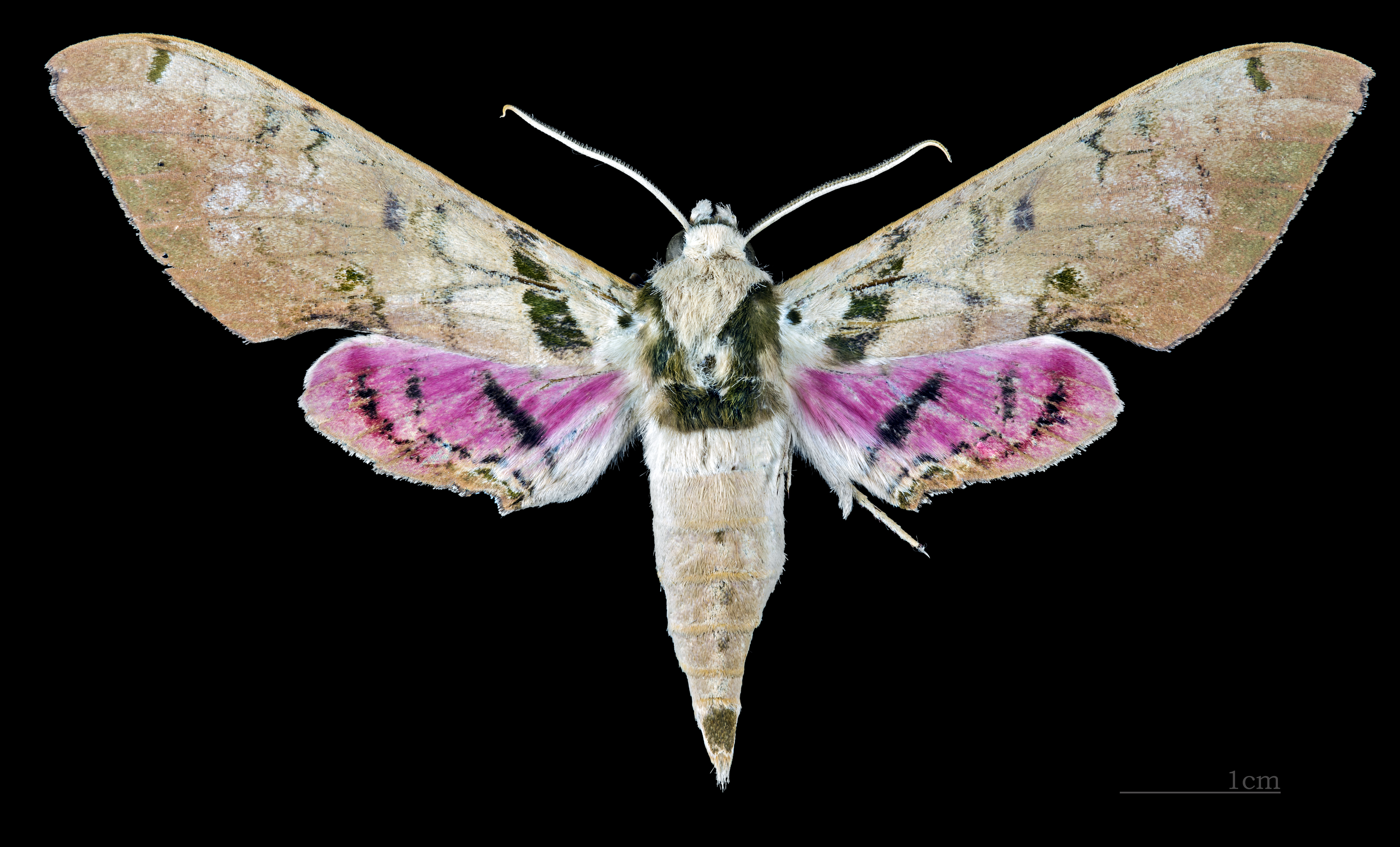
Vista dorsal da  Adhemarius gannascus cubanus
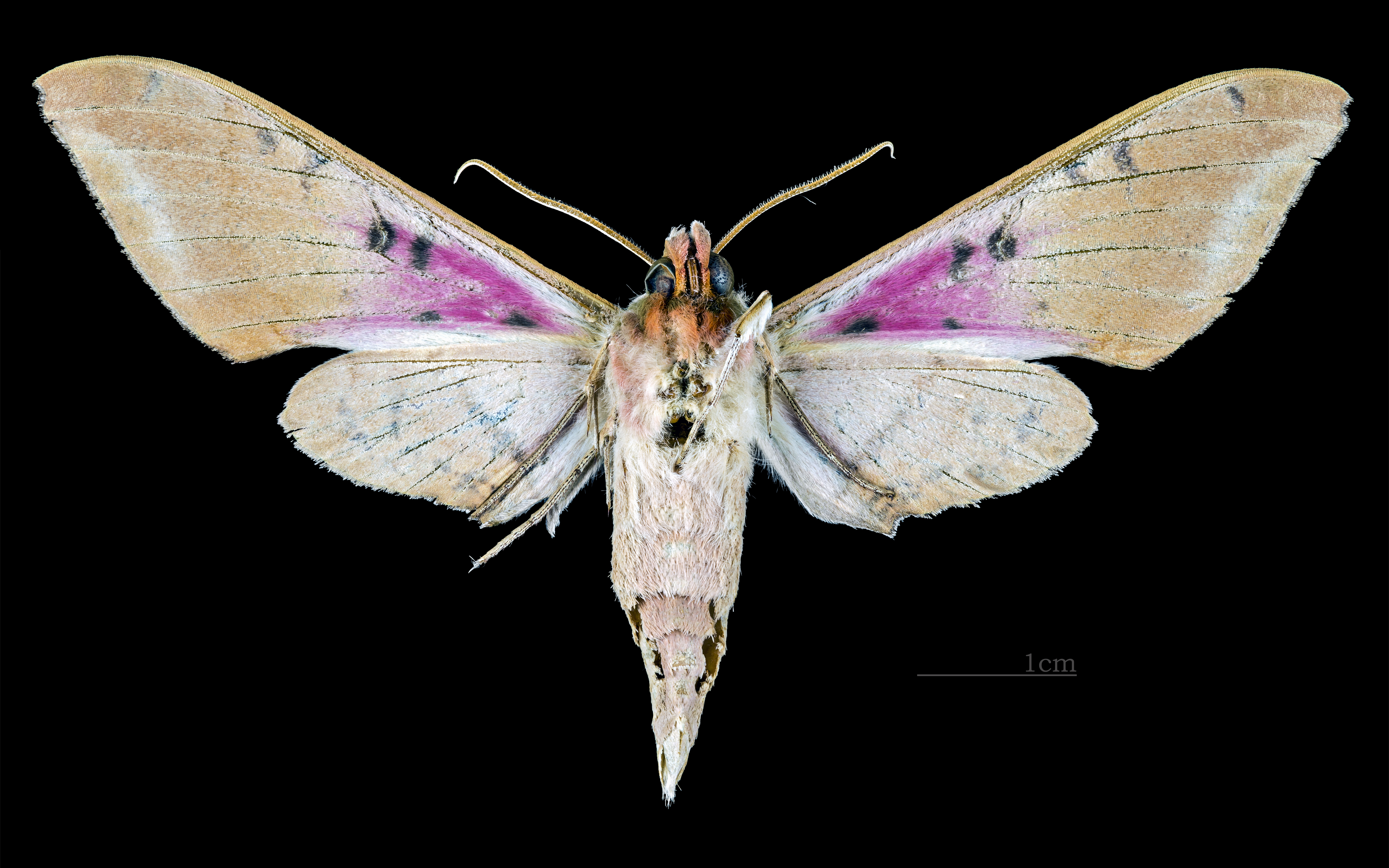
Vista ventral da  Adhemarius gannascus cubanus

## Distribuição e habitat
Adhemarius gannascus é conhecida na Jamaica, México, Belize, Guatemala, El Salvador, Honduras, Nicarágua, Costa Rica, Panamá, Colômbia, Equador, Peru, Venezuela, Guiana, Suriname, Guiana Francesa, Bolívia, Brasil, norte da Argentina, sul do Paraguai e Uruguai. No Brasil, em particular, segundo dados do Sistema de Informação sobre a Biodiversidade Brasileira (SiBBr), há ocorrências da espécie nos estados do Ceará, Maranhão, Pará, Santa Catarina, Rio Grande do Sul, Bahia, Espírito Santo, São Paulo, Paraná, Amazonas, Rio de Janeiro, Pernambuco, Goiás (Pirenópolis e Alto Paraíso de Goiás), Mato Grosso (Diamantino), Mato Grosso do Sul (Chapadão do Sul), Minas Gerais (Uberlândia), Roraima, Rondônia, Alagoas e no Distrito Federal (Brasília).
Em termos hidrográficos, no Brasil ocorre nas sub-bacias do Contas, do Guaíba, do Iguaçu, rio Itapecuru-Paraguaçu, Jequitinhonha, dos litorais de Alagoas, Pernambuco, Paraíba, Rio de Janeiro, Rio Grande do Sul, São Paulo, Paraíba e Santa Catarina, do Madeira, do Negro, do Paraguai 03, do Paranapanema, do Paranaíba, do Paraná RH1, do Tietê, do Alto e Baixo Tocantins, do Trombetas, do Uruguai Médio e do Xingu. Habita áreas florestadas e perturbadas, nos biomas da Amazônia, Caatinga, Cerrado, Mata Atlântica e Pampas.

## Descrição
Adhemarius gannascus tem envergadura de 92 a 112 milímetros para os machos e de 98 a 124 milímetros para as fêmeas. É muito semelhante a Adhemarius daphne, pois ambas apresentam manchas subapicais e faixas sub-basais de formato parecido nas asas anteriores. Em A. gannascus a mancha subapical é mais estreita, com metade da largura da mancha em A. daphne, e mais curvada, com semblante de uma vírgula. A faixa sub-basal de A. gannascus é completa, mas em A. daphne para antes da margem costal.

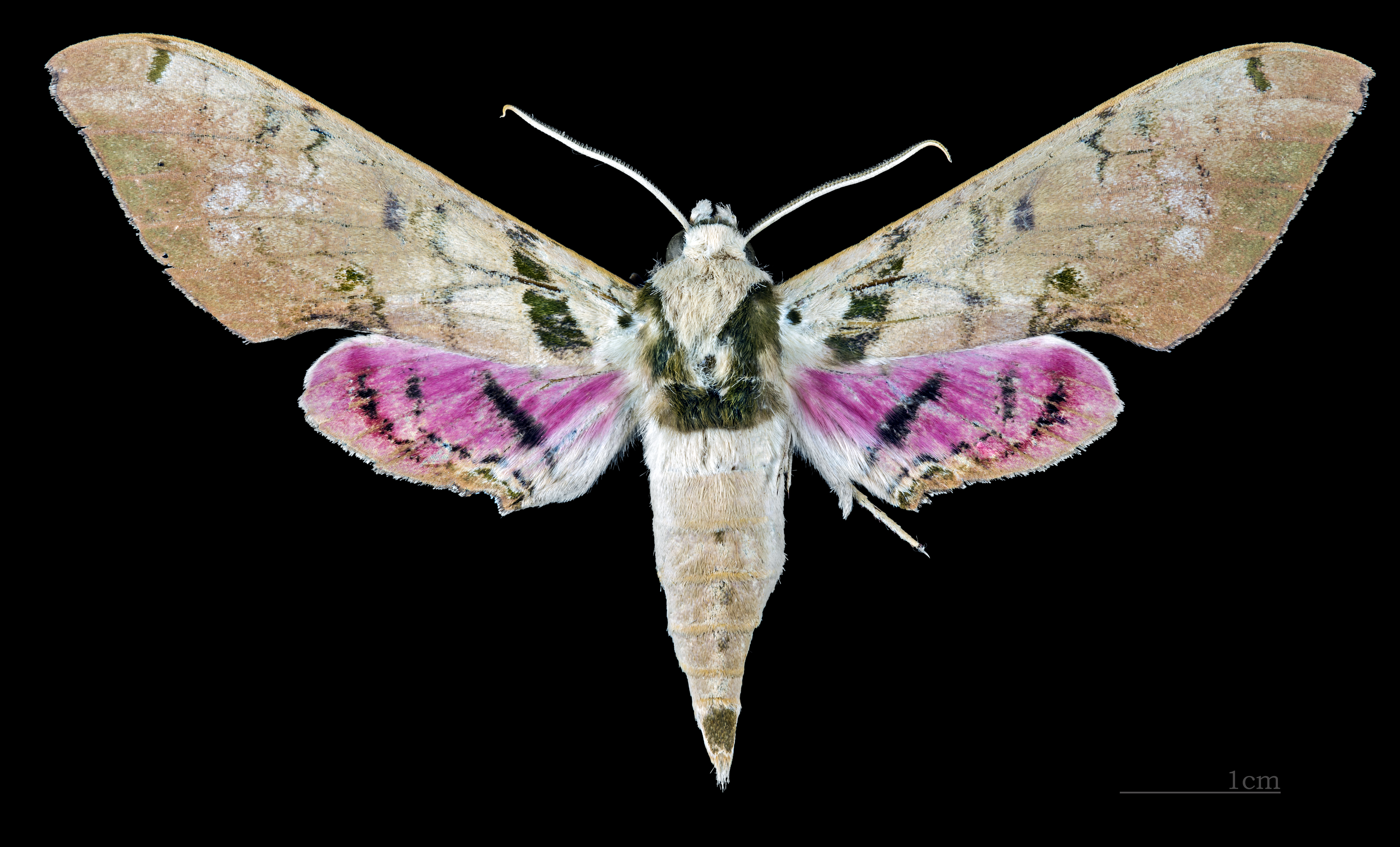
macho, lado dorsal
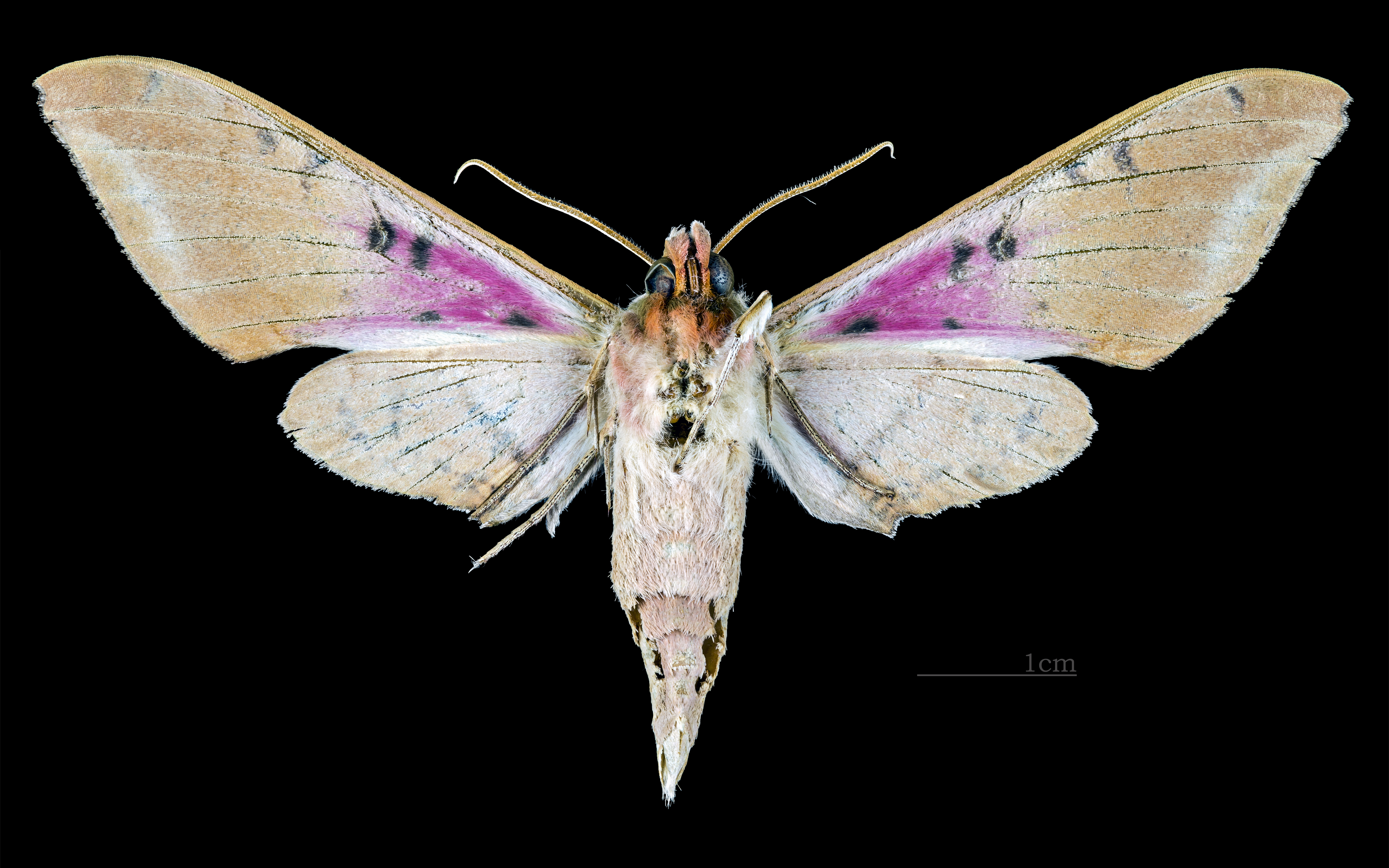
macho, lado ventral
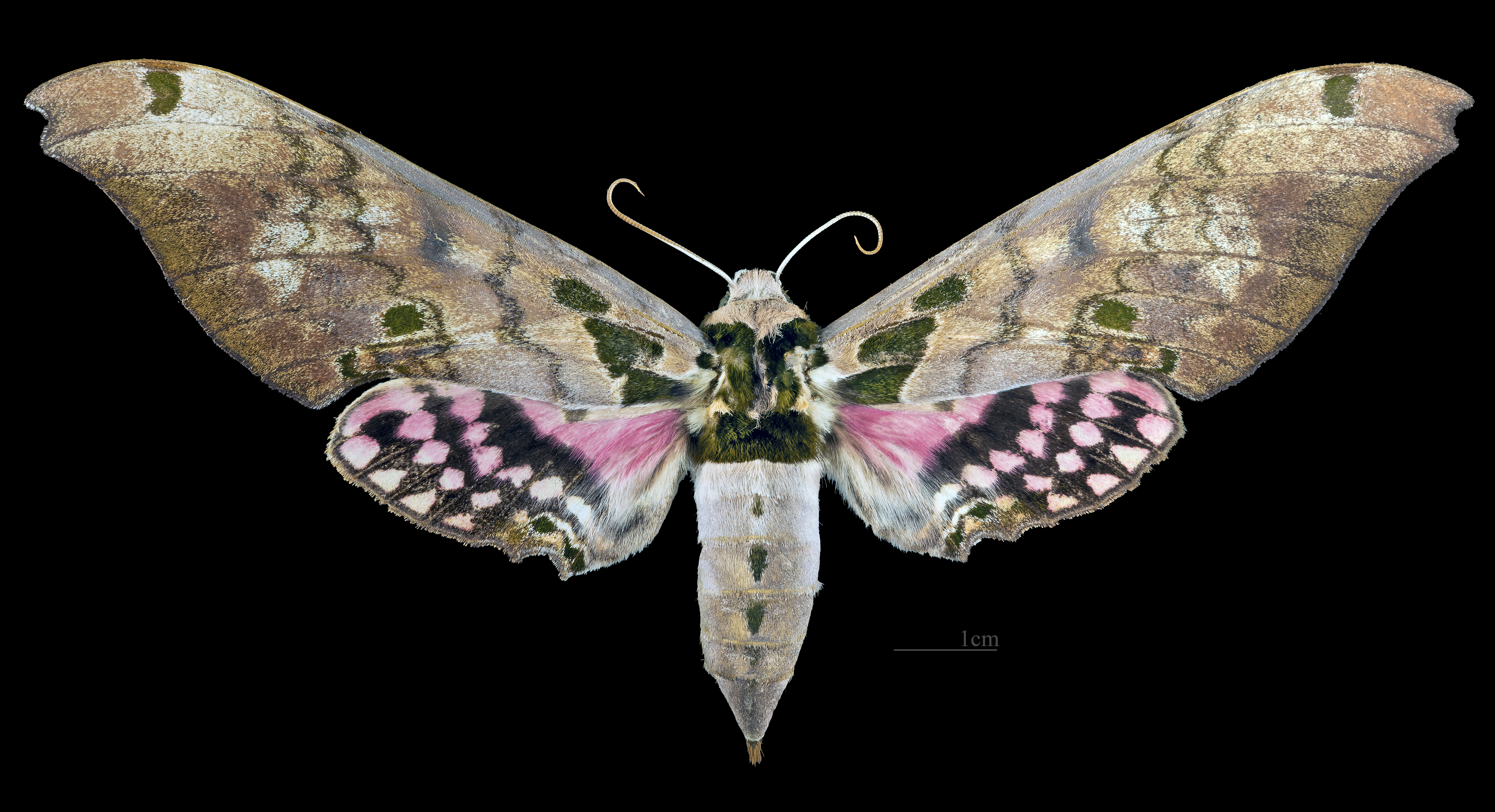
fêmea, lado dorsal
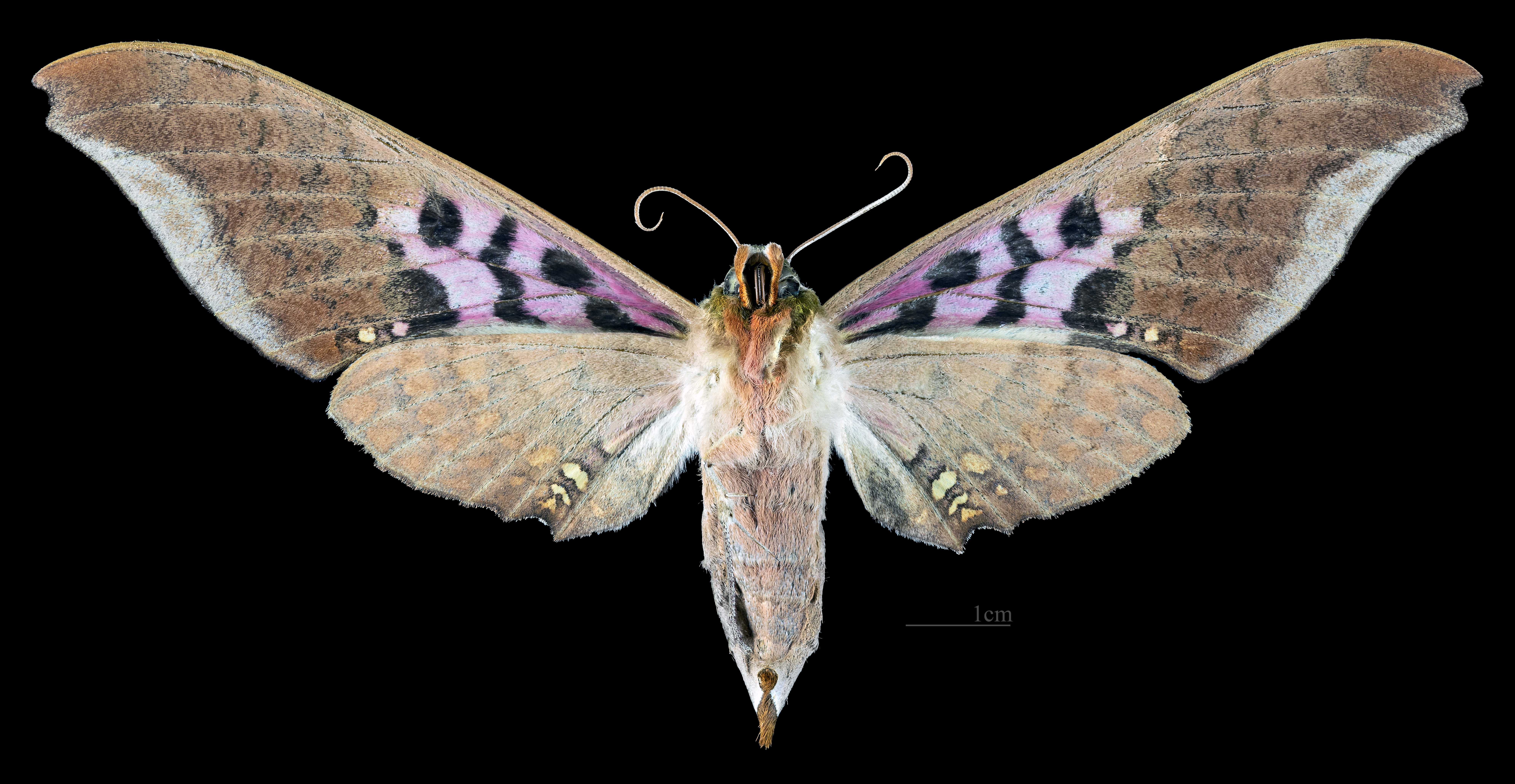
fêmea, lado ventral

## Ecologia
Adhemarius gannascus tem alimentação herbívora e nectarívora. Os adultos voam o ano todo. Espécimes foram capturados em luzes em todos os meses do ano na Costa Rica. Há relatos de fevereiro e agosto na Guiana Francesa e um voo em julho de 2010 em San Pedro, em Cusco, no Peru. No Parque Estadual dos Pirineus, em Goiás, no Brasil, houve registros durante a estação chuvosa, entre os meses de setembro a maio. O desenvolvimento da pupação até a emergência adulta leva menos de três semanas (dezesseis a dezoito dias). Sua pupa é castanho-escura, lisa e brilhante. Suas larvas podem ter colocação amarela, verde, que é mais comum, e verde pálido. Registrou-se as larvas se alimentando de de Ocotea veraguensis, Persea povedae, abacateiro (Persea americana), Damburneya salicina e Nectandra salicina.

## Conservação
Adhemarius gannascus é ameaçada pelas culturas anuais, silvicultura, pecuária (Pampa, Caatinga e Cerrado), expansão urbana, poluição luminosa (Mata Atlântica) e queimadas não planejadas e/ou não autorizadas em todos os biomas onde ocorre. Apesar disso, essas ameaças não representam risco significativo a ponto de colocar em risco a conservação da espécie. Em 2018, foi classificada como pouco preocupante no Livro Vermelho da Fauna Brasileira Ameaçada de Extinção do Instituto Chico Mendes de Conservação da Biodiversidade (ICMBio). Em sua área de distribuição, está presente em várias áreas de conservação: a Área de Proteção Ambiental de Petrópolis (APA Petrópolis), o Parque Nacional do Jaú (PARNA Jaú), o Parque Nacional da Serra do Pardo (PARNA Serra do Pardo), a Reserva Biológica do Gurupi (Rebio do Gurupi), o Parque Estadual da Serra do Mar, o Parque Estadual dos Pirineus, o Parque Estadual Intervales, a Reserva Particular do Patrimônio Natural Fazenda Limeira (RPPN Fazenda Limeira), a Área de Proteção Ambiental do Planalto Central (APA Planalto Central), o Parque Nacional da Chapada dos Veadeiros (PARNA da Chapada dos Veadeiros), a Reserva Particular do Patrimônio Natural Frei Caneca (RPPN Frei Caneca), a Reserva Particular do Patrimônio Natural do Panga (RPPN do Panga), a Reserva Particular do Patrimônio Natural Sítio do Bananal (RPPN Sítio do Bananal), o Alto Rio Negro, a Terra Indígena Tubarão/Latundê, o Refúgio de Vida Silvestre Matas do Sistema Gurjaú (RVS Matas do Sistema Gurjaú), a Área de Proteção Ambiental Corumbataí-Botucatu-Tejupá (APA Corumbataí-Botucatu-Tejupá), a Área de Proteção Ambiental de Jundiaí (APA Jundiaí), a Área de Proteção Ambiental da Costa de Itacaré/Serra Grande (APA Costa de Itacaré/Serra Grande), a Área de Proteção Ambiental de Murici (APA de Murici), a Área de Proteção Ambiental Estadual de Guaratuba (APA Guaratuba), a Estação Ecológica de Águas Emendadas, a Estação Ecológica de Maracá (ESEC de Maracá), a Área de Proteção Ambiental da Chapada do Araripe (APA Chapada do Araripe), o Parque Nacional da Chapada Diamantina (PARNA da Chapada Diamantina), o Parque Nacional da Serra dos Órgãos (PARNA da Serra dos Órgãos).